# Кияница
Кияница (укр. Кияниця) — посёлок, Кияницкий сельский совет, Сумский район, Сумская область, Украина.
Административный центр Кияницкого сельского совета, в который, кроме того, входят сёла Корчаковка, Новая Сечь, Храповщина, Яблоновка, посёлки
Варачино, Иволжанское, Малая Корчаковка и Марьино.

## Географическое положение
Посёлок Кияница находится на левом берегу реки Олешни. Выше по течению на расстоянии 1 км расположено село Новая Сечь, ниже по течению на расстоянии 1,5 км расположен посёлок Иволжанское. На реке большая запруда.
К селу примыкает большой дубовый массив — урочище Нименьковщина Поляна.

## История
Село известно с XVIII века. В 1866 году сахарозаводчик И. Г. Харитоненко выстроил здесь сахарный завод, который до сих пор существует под названием сахарокомбината.
Усадьбу в Киянице обустроила в 1890-е гг. Мария Лещинская, получившая землю по завещанию своего дяди Ивана Харитоненко.
В июле 1995 года Кабинет министров Украины утвердил решение о приватизации находившегося здесь сахарного завода.
Весной 2000 года было возбуждено дело о банкротстве сахарного завода.
По переписи 2001 года население составляло 698 человек.

## Транспорт
Через посёлок проходит автомобильная дорога Н-07.

### Известные люди
В посёлке родился Васько, Геннадий Иванович (род. 1941) — советский и украинский оперный певец (тенор).

## Достопримечательности

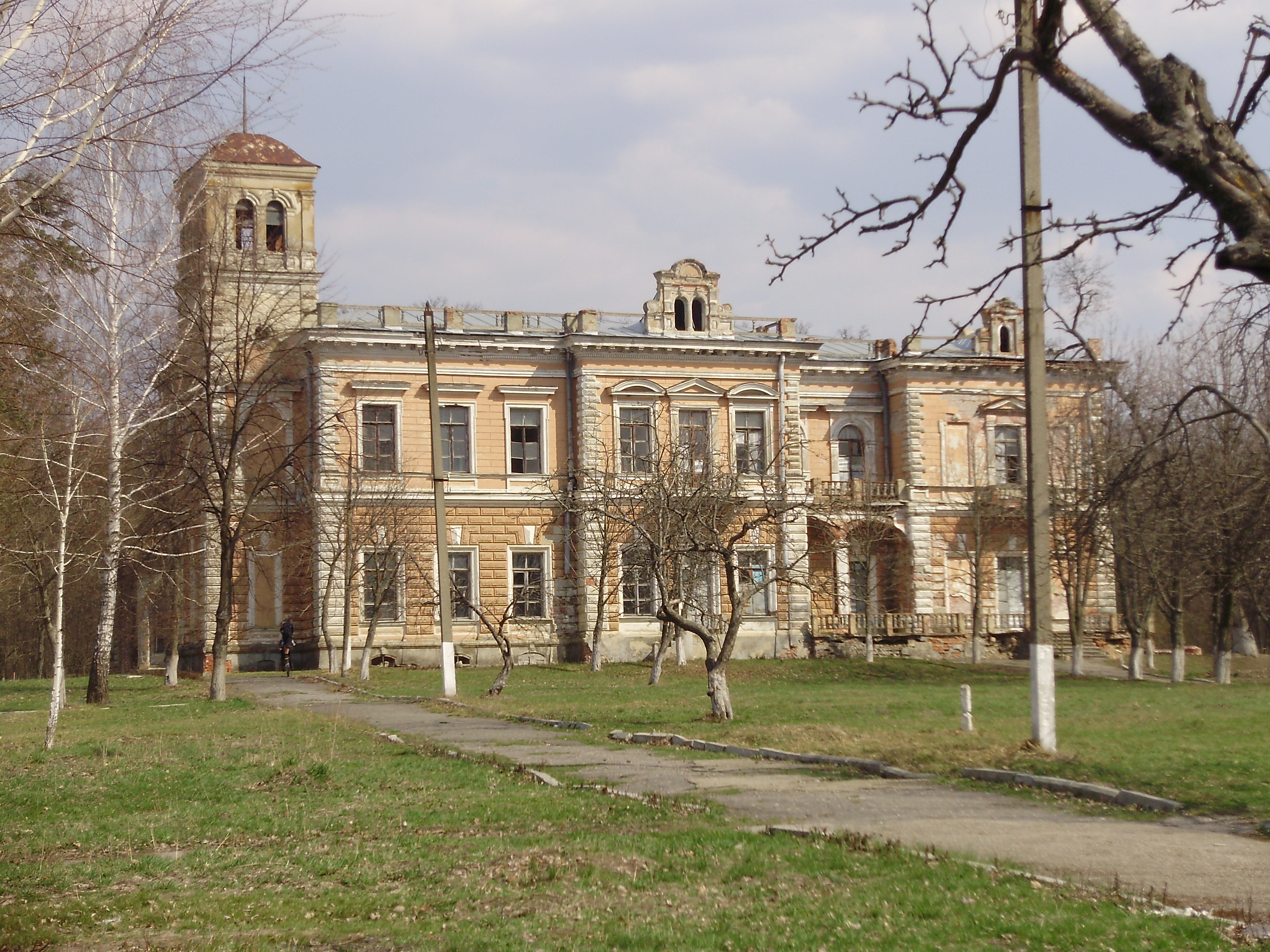
Дворец Лещинских

- Усадьба Лещинских включает кирпичный дворец конца XIX века. Постройка эклектична, преобладают элементы неоренессанса. После Октябрьской революции дворец был разграблен и сожжён. Впоследствии восстановлен, использовался как турбаза всесоюзного значения.
- При усадьбе разбит парк площадью 55 га — памятник садово-паркового искусства. Помимо обычных для восточной Украины деревьев, представлены и экзотические — «платаны, гинкго, бархат амурский, орехи серый и черный, серебристая ель, сосна веймутова, ель калифорнийская, канадская и виргинская, клен красный и Шведлера»[4].
- Братская могила советских воинов.